# عبودية
العُبُودِيَّة أو الرِّقّ مصطلح يُشير إلى حالة امتلاك إنسان لإنسان آخر، ويُطلق على المالك اسم السَّيِّد وعلى المملوك اسم العَبْد (والجمع: عَبِيد أو عِبَاد) أو الأَمَة (والجمع: إماء) أو الرقيق (والجمع: أَرِقَّاء). وكان الرِّقّ يباعون في أسواق النخاسة أو يشترون في تجارة الرقيق بعد اختطافهم من مواطنهم أو بعد أسرهم في الحروب والغزوات أو بسبب إهدائهم من قبل أهاليهم أو مالكهم. وممارسة العبودية ترجع إلى أزمان ما قبل التاريخ في مصر [بحاجة لمصدر] عندما تطورت الزراعة بشكل متنامٍ في مصر، فكانت الحاجة ماسة إلى الأيدي العاملة. فلجأت المجتمعات البدائية إلى الاستعباد لتأدية أعمال تخصصية لا يريد المُلّاك القيام بها.

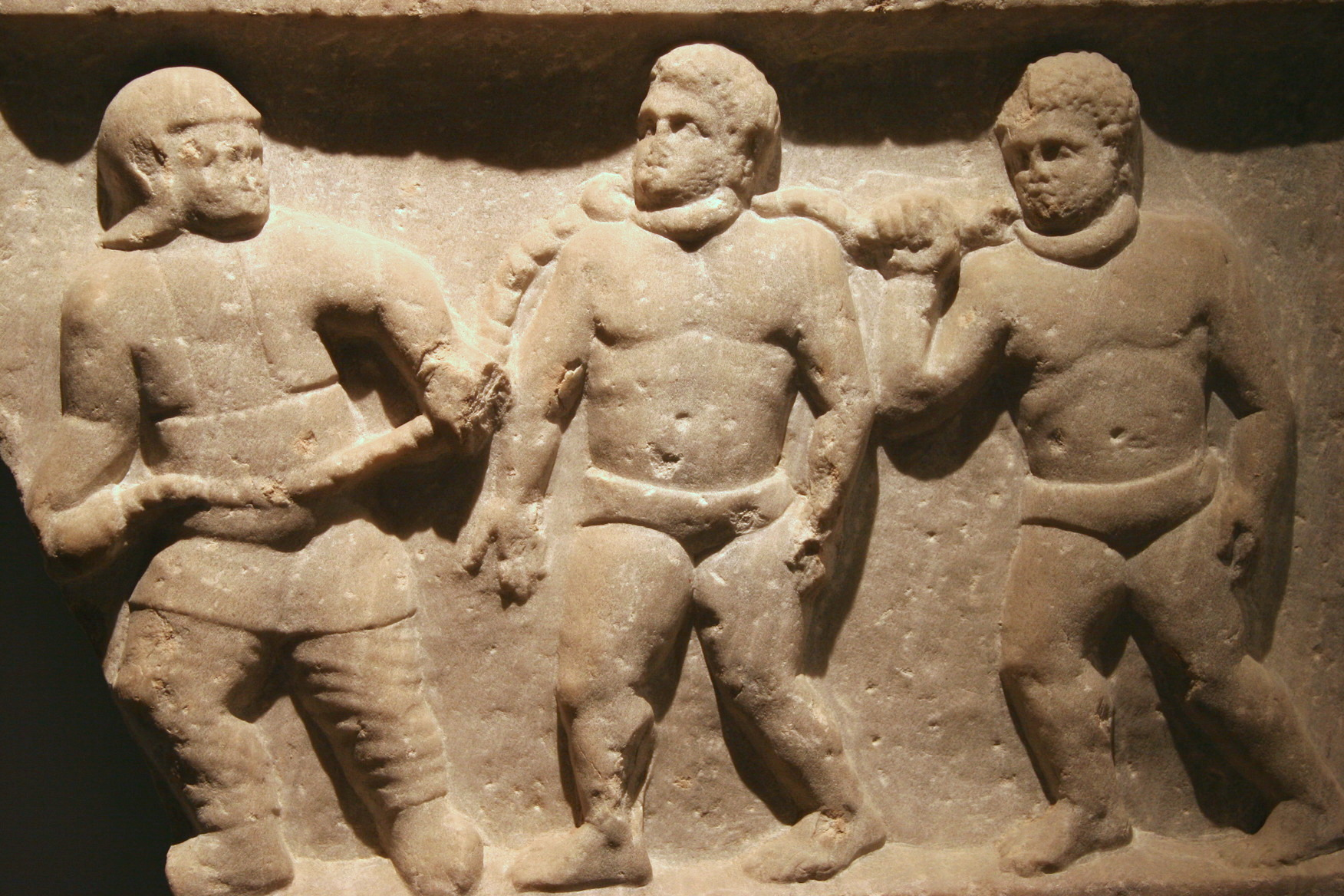
نقش يصور العبيد المقيدين بالسلاسل في الإمبراطورية الرومانية، في سميرنا، 200م

وكان العبيد يؤسرون من خلال الإغارات على مواطنهم أو تسديد الديون. وكانت العبودية متفشية في الحضارات القديمة لدواعٍ اقتصادية واجتماعية. لهذا كانت حضارات الصين وبلاد الرافدين والهند تستعمل العبيد في الخدمة المنزلية أو العسكرية والإنشائية والبنائية الشاقة. وكان المصريون القدماء يستعملون العبيد في تشييد القصور الملكية والصروح الكبرى وكان الفراعنة يبيعون بني إسرائيل رقيقًا للعرب والروم والفرس [بحاجة لمصدر]. وكانت حضارات المايا والإنكا والأزتك تستخدم العبيد على نطاق واسع في الأعمال الشاقة والحروب. وفي بلاد الإغريق كان الرق ممارسا على نطاق واسع لدرجة أن مدينة أثينا رغم ديمقراطيتها كان معظم سكانها من العبيد وهذا يتضح من كتابات هوميروس للإلياذة والأوديسا[بحاجة لمصدر].
العبودية وجدت في ثقافات عديدة من بداية الحضارات وكانت قانونية في المجتمعات ولكن أصبحت الآن غير قانونية وآخر دولة تم إلغاء العبودية فيها هي موريتانيا عام 1981م، ومع ذلك هناك أكثر من 40.3 مليون شخص في جميع أنحاء العالم معرضين لشكل من أشكال العبودية الحديثة وأكثرهم انتشارًا عبودية الديون والخدمة في المنازل وبعض حالات تبني الأطفال لاستعبادهم وإجبارهم على العمل والزواج القسري.

## أشكال العبودية

### العبودية التقليدية
هو نظام كان قائمًا في المجتمعات السابقة ويتم فيها التعامل مع العبيد كملكية شخصية أو سلعة تُباع وتُشترى، ويكونوا أسرى حرب أو أطفالاً تم فرض العبودية عليهم عند الولادة وبيعهم، وتم إلغاء العبودية التقليدية بشكل رسمي وهو نادر جدًا اليوم.

### العبودية من خلال الديون
هي شكل من أشكال العبودية يتعهد فيها الشخص بنفسه مقابل الاقتراض بمبلغ مالي ومدة معينة لسداد المبلغ وعند عدم السداد يصبح عبداً ويتم نقل العبودية من جيل إلى جيل وهي أكثر أشكال العبودية انتشاراً اليوم وتحديداً في جنوب أسيا.

### العبودية الجبرية
يتم فيها إجبار الفرد على العمل والإنتاج تحت تهديد العنف وضد إرادته وإخضاعه تحت السيطرة الكاملة لشخص آخر، وقد يشمل ذلك أيضاً المؤسسات غير المصنفة على أنها عبودية مثل القنانة، والتجنيد الإجباري، والعمل العقابي، يخضعون لأشكال من الإكراه والعنف والقيود المفروضة على تحركاتهم وأنشطتهم.
يتم استغلال النساء والأطفال في المقام الأول من خلال إجبارهم على العمل أو ممارسة الدعارة، حيث تم تحديد تايلاند وكمبوديا والهند والبرازيل والمكسيك على أنها أكثر المناطق يتم فيها الاستغلال الجنسي التجاري للأطفال.
في عام 2007 م، قدرت منظمة هيومن رايتس ووتش أن ما بين 200 إلى 300000 طفل خدموا كجنود في النزاعات الحالية ، تعمل فتيات أقل من 16 عام تعملن كخادمات في المنازل أكثر من أي فئة أخرى من عمالة الأطفال، وغالباً ما يتم إرسالهم من الريف من خلال آبائهم الفقراء إلى المدينة مثل ما يحصل في هايتي 

### الزواج القسري
هو أحد أشكال الزواج الذي يتم على الرغم من رفض أحد أو كلا الطرفين لهذه الزِيجة، من خلال الأهل أو طرف ثالث تحت التهديد والعنف أو الضغط النفسي، لا يزال الزواج القسري يُمارس من قبل العديد من الثقافات بجميع أنحاء العالم حتى الآن، ولا سيما في أجزاء من جنوب آسيا وأفريقيا على وجه الخصوص. يعترض بعض الباحثين على اِستخدام مصطلح الزواج القسري - «زواج بالإكراه»  لأنه يدفعنا لاستخدام بعض المصطلحات التي لها علاقة بالحياة الزوجية (كالزوج / الزوجة) على تجربة لا تَمُتُّ للزواج بصلة. هناك مجموعة متنوعة من المصطلحات البديلة التي يمكن أن تُستخدم عوضاً عن مصطلح الزواج بالإكراه، كاستخدام مصطلح» الرق الزوجي«على سبيل المثال؛ وذلك من أجل التعبير عن الوضع بصورة صحيحة.

## تاريخ العبودية

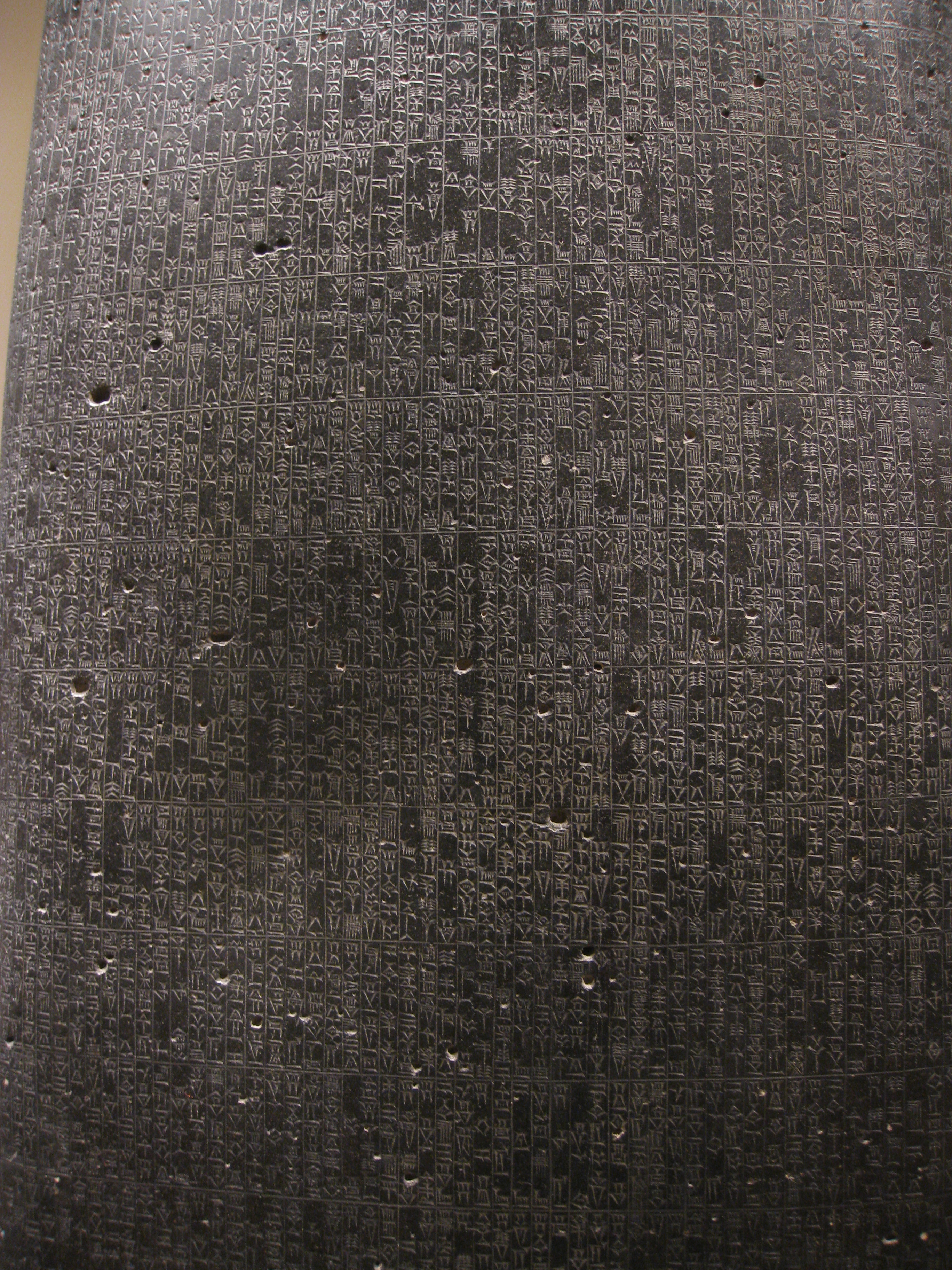
جزء من عمود شريعة حمورابي

### العبودية في الحضارة السومرية
يعود تاريخ الاسترقاق في بلاد ما بين النهرين إلى حوالي 10 آلاف سنة، حيث كانت قيمة العبد الذكر بُستان نخيل التمر. كما كانت تستخدم النساء من العبيد في تلبية المطالب الجنسية للأسياد. وكان هؤلاء العبيد يكتسبون حريتهم فقط عندما يموت سيدهم.
وتشير الدراسات لوجود أدلة على أنّ الرق سبق السجلات التاريخية المكتوبة، وكانت موجودة في العديد من الثقافات. وحوالي عام 3500 قبل الميلاد ظهر العبيد في الحضارة السومرية، وكانوا يشكلون أغلبية السكان وهم مسؤولون عن جميع الأعمال اليدوية
ومع نمو المدن السومرية في عدد السكان واتساع نطاقها، اختفت الأراضي البكر التي كانت تفصل بين المدن بعضها وبعض. وكان السومريون من مدن مختلفة غير قادرين أو غير راغبين في حل نزاعاتهم على الأرض وتوافر المياه، فاندلعت الحروب بين المدن السومرية، وهي الحروب التي رأوا أنها قامت بين آلهتهم.

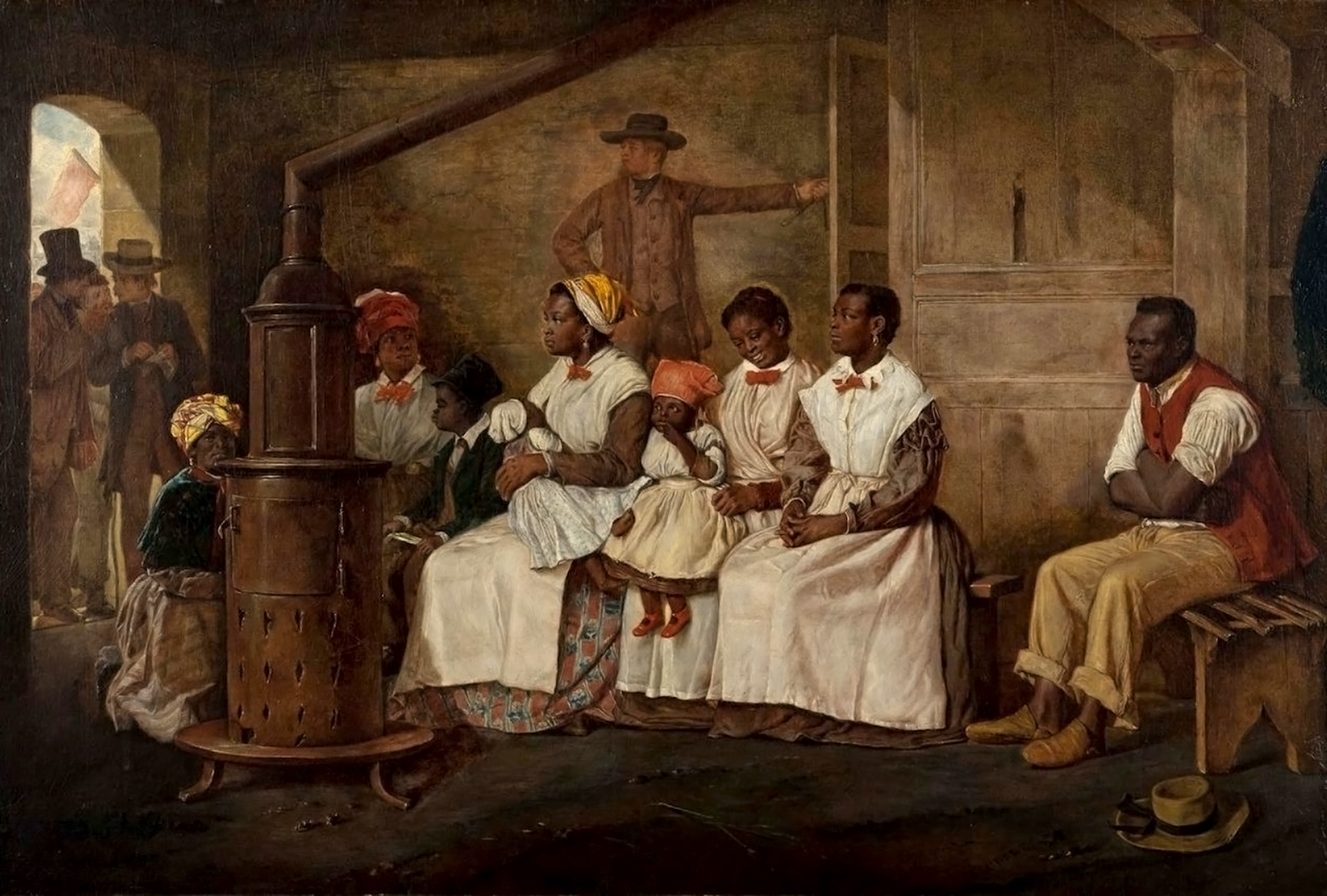
: لوحة العبيد ينتظرون للبيع: ريتشموند، فيرجينيا. رسمت عام 1853

في نهاية المطاف، اتخذ السومريُّون العبيد من السومريين الآخرين الذين جرى أسرهم في حروبهم بعضهم بعضًا، ولكن في الأصل حصل السومريون على العبيد بعد محاربة الشعوب خارج سومر. وكان الاسم السومري للأنثى من العبيد «فتاة جبلية»، وكان الرجل من العبيد يسمى «رجل الجبل». وكان السومريون يستخدمون عبيدهم أساسًا عمال منازل ومحظيات. وبرروا العبودية كما فعل آخرون بقولهم: «إن آلهتهم قد منحتهم النصر على شعبٍ أدنى»[بحاجة لمصدر].
وظهر قانون حمورابي من بابل في القرن الثامن عشر قبل الميلاد، يعطي تفاصيل عن المكافآت والعقوبات المختلفة سواء على الرجال الأحرار أم العبيد

### العبودية في اليونان القديمة وروما القديمة
يعود تاريخ العبودية في اليونان القديمة إلى الميسينية وقد كان في أثينا أكبر عدد من العبيد حيث يصل عددهم إلى 80,000 في القرنين السادس والخامس قبل الميلاد، أي ثلث مجموع السكان في اليونان ولم يكن لهم قوة  أو وضع اجتماعي، وكان لديهم الحق في امتلاك عائلة وملكية خاصة بإرادة وأذن السيد.
ومع توسع الجمهورية الرومانية إلى الخارج في أوروبا ومناطق البحر الأبيض المتوسط وأصبح هناك وفرة في الإمدادات والموارد مما أدى إلى استقدامهم العبيد من هذه المناطق من الإغريق والبربر والبريطانيين واليهود والعرب، ويتم استخدامهم في التسلية أيضا وليس فقط في العمل مثل المصارعين والاستعباد الجنسي 
ونتيجة لهذا القمع  من قبل الأقلية حدثت ثورات كثيرة من قبل العبيد وأشهرهم ثورة العبيد الثالثة بقيادة سبارتيكوس 
وفي أواخر العصر الجمهوري أصبحت العبودية ركيزة اقتصادية مهمة في ثروة روما، وكان العبيد يشكلون أكثر من 25%  من نسبة سكان روما القديمة وتختلف النسبة من منطقة إلى أخرى ومعظمهم من اسرى الحرب.

### العبودية في أوروبا

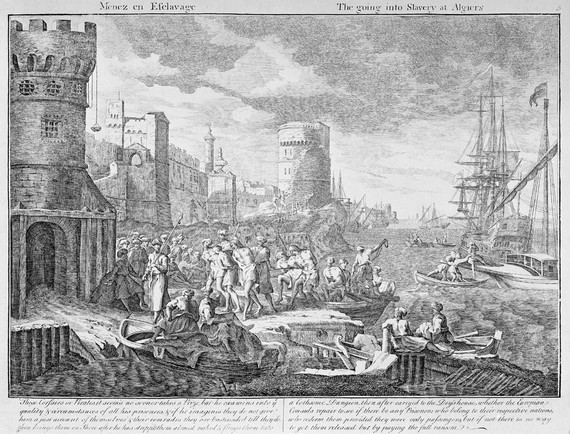
رسم أوروبي للاستعباد في مدينة الجزائر

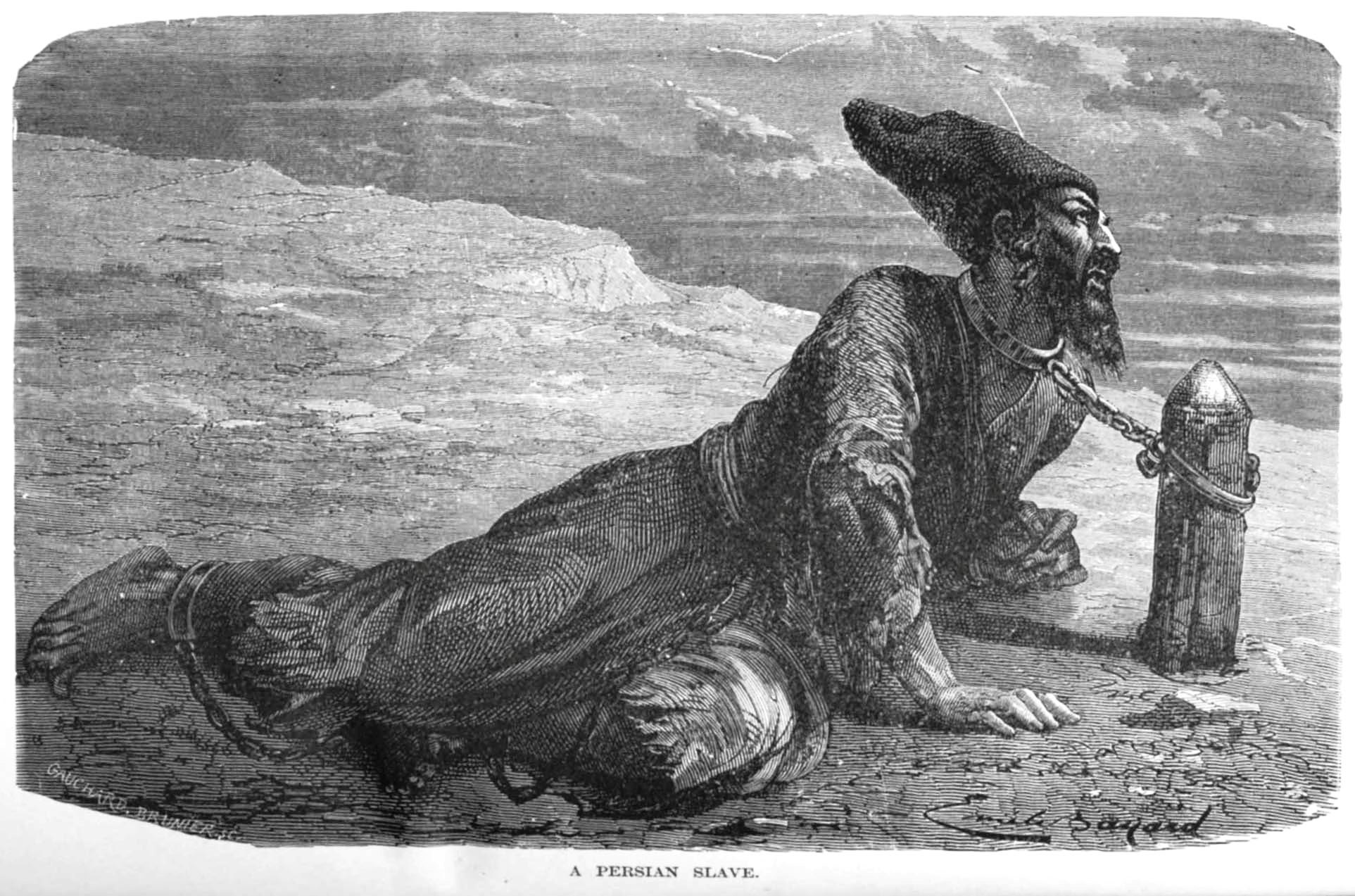
عبد فارسي في القرن التاسع عشر الميلادي، في خانات خوارزم (خيوة).

أشهر ثورة للعبيد في التاريخ الإسلامي كانت ثورة الزنج في العصر العباسي في (القرن 9).
وفي القرن 15 مارس الأوربيون تجارة العبيد الأفارقة وكانوا يرسلونهم قسرا للعالم الجديد ليفلحوا الضياع الأمريكية. وفي عام 1444م كان البرتغاليون يمارسون النخاسة ويرسلون للبرتغال سنويا ما بين 700 – 800 عبد من مراكز تجميع العبيد على الساحل الغربي لأفريقيا وكانوا يخطفون من بين ذويهم في أواسط أفريقيا[بحاجة لمصدر].
وفي القرن 16 مارست إسبانيا تجارة العبيد التي كانت تدفع بهم قسرا من أفريقيا لمستعمراتها في المناطق الاستوائية بأمريكا اللاتينية ليعملوا في الزراعة بالسخرة. وفي منتصف هذا القرن دخلت إنجلترا حلبة تجارة العبيد في منافسة وادعت حق إمداد المستعمرات الأسبانية بالعبيد وتلاها في هذا المضمار البرتغال وفرنسا وهولندا والدنمارك. ودخلت معهم المستعمرات الأمريكية في هذه التجارة اللا إنسانية. فوصلت أمريكا الشمالية أول جحافل العبيد الأفارقة عام 1619 م. جلبتهم السفن الهولندية وأوكل إليهم الخدمة الشاقة بالمستعمرات الإنجليزية بالعالم الجديد[بحاجة لمصدر].
ومع التوسع الزراعي هناك في منتصف القرن 17 زادت أعدادهم، ولاسيما في الجنوب الأمريكي. وبعد الثورة الأمريكية أصبح للعبيد بعض الحقوق المدنية المحدودة. وفي عام 1792 كانت الدنمارك أول دولة أوروبية تلغي تجارة الرق وتبعتها بريطانيا وأمريكا بعد عدة سنوات. وفي مؤتمر فينا عام 1814 عقدت كل الدول الأوربية معاهدة منع تجارة العبيد. وعقدت بريطانيا بعدها معاهدة ثنائية مع الولايات المتحدة الأمريكية عام 1848 لقمع هذه التجارة. بعدها كانت القوات البحرية الفرنسية والبريطانية تطارد سفن مهربي العبيد. وحررت فرنسا عبيدها وحذت حذوها هولندا وتبعتها جمهوريات جنوب أمريكا ما عدا البرازيل حيث ظلت العبودية بها حتى عام 1888م[بحاجة لمصدر].
وفي مطلع القرن 19 كان معظم العبيد يتمركزون بولايات الجنوب بالولايات المتحدة الأمريكية. لكن بعد إعلان الاستقلال الأمريكي اعتبرت العبودية شراً ولا تتفق مع روح مبادئ الاستقلال حيث نص الدستور الأمريكي على إلغاء العبودية عام 1865م. وفي عام 1906م عقدت عصبة الأمم مؤتمر العبودية الدولي (International Slavery Convention) حيث قرر منع تجارة العبيد وإلغاء العبودية بشتى أشكالها. وتأكدت هذه القرارات بالإعلان العالمي لحقوق الإنسان.

### العبودية في الولايات المتحدة الأمريكية
بدأت العبودية في أمريكا عندما تم إحضار أول مجموعة من العبيد الأفارقة إلى المستوطنة الأمريكية الشمالية جيمستاون في ولاية فيرجينيا عام 1619، للمساعدة في إنتاج المحاصيل المربحة كالتبغ، انتشرت العبودية في جميع أنحاء المستوطنات الأمريكية في القرنين السابع عشر والثامن عشر، وقد ساعد العبيد الأفريقيون-الأمريكيون في بناء المؤسسات الاقتصادية للأمّة الجديدة، وقد كان العديد من العبيد من الأفارقة السود، وكانت نسبة ضئيلة منهم من الأمريكيين الأصليين، كما كان بعض السود الأحرار يملكون عبيداً أيضا، ورسّخ اختراع ”محلاج القطن“ عام 1793 الأهمية المركزية للعبودية بالنسبة لاقتصاد الجنوب، ورسّخ اختراع ”محلاج القطن“ عام 1793 الأهمية المركزية للعبودية بالنسبة لاقتصاد الجنوب.
شكل العبيد في الجنوب ما قبل الحرب حوالي ثلث سكان الجنوب. عاش معظمهم في مزارع كبيرة أو مزارع صغيرة؛ امتلك العديد من الأسياد أقل من 50 مستعبداً. سعى المستعبدون إلى جعل المستعبدين يعتمدون عليهم كليًا من خلال نظام من الرموز المقيدة. وعادة ما كانوا يُمنعون من تعلم القراءة والكتابة، وكان سلوكهم وحركتهم مقيدًا. اغتصب العديد من السادة النساء المستعبدات، وكافؤوا على السلوك المطيع بخدمات، بينما عوقب المستعبدون المتمردون بوحشية. ساعد التسلسل الهرمي الصارم بين المستعبدين (من عمال المنازل المتميزين والحرفيين المهرة وصولاً إلى الأيدي الميدانية المتواضعة) على إبقائهم منقسمين وأقل عرضة للتنظيم ضد أسيادهم. والزواج بين العبيد من الرجال والنساء ليس له أساس قانوني، لكن الكثيرين يتزوجون وينشئون أسرًا كبيرة؛ شجع معظم مالكي العبيد هذه الممارسة، لكنهم مع ذلك لم يترددوا في تقسيم العائلات بالبيع أو الإبعاد.

### ثورات العبيد
حدثت حركات تمرد بين العبيد - لا سيما تلك التي قادها غابرييل بروسر في ريتشموند في عام 1800، والثورة الدنماركية فيسي في تشارلستون في عام 1822 - لكن القليل منها كان ناجحًا. كانت الثورة التي كان أكثر المستعبدين رعبًا هي تلك التي قادها نات تورنر في مقاطعة ساوثهامبتون، فيرجينيا، في أغسطس 1831. قتلت مجموعة تيرنر، التي بلغ عددها في النهاية حوالي 75 رجلاً أسودًا، حوالي 55 شخصًا أبيض في غضون يومين قبل المقاومة المسلحة من السكان البيض المحليين ووصول قوات الميليشيات الحكومية طغت عليهم. أشار مؤيدو العبودية إلى تمرد تورنر كدليل على أن السود هم بطبيعتهم برابرة أدنى شأناً يتطلبون مؤسسة مثل العبودية لتأديبهم، وقد أدت المخاوف من تمردات مماثلة إلى قيام العديد من الولايات الجنوبية بتعزيز قوانين العبيد الخاصة بهم من أجل الحد من التعليم والحركة وتجمع العبيد.
بحلول منتصف القرن التاسع عشر، أثارَ توسُّعُ غربي أمريكا مع تزايد حركة المطالبين بإبطال العبودية في الشمال احتجاجاً كبيراً على العبودية، مما تسبّب في تقسيم الأمّة في الحرب الأهلية الأمريكية، التي استمرت من عام 1861 إلى عام 1865.
بالرغم من أنّ فوز الاتحاد حرّر أربعة ملايين عبداً، فقد استمرّت وراثة العبودية في التأثير بالتاريخ الأمريكي، من السنوات العنيفة في إعادة الإعمار بين 1865 و1877 إلى حركة الحقوق المدنية التي ظهرت في ستينيات القرن الماضي –قرنٌ كامل بعد تحرير العبيد–.

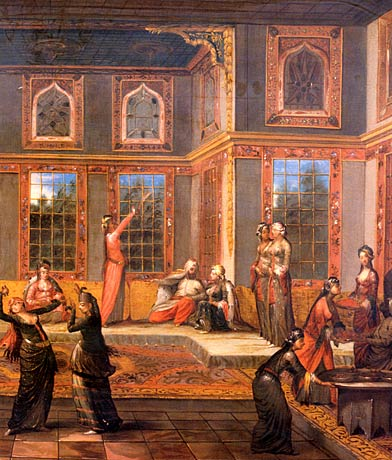
لوحة حريم السلطان أحمد الثالث، للفنان جان بابتيست فانمور

### العبودية في الإمبراطورية العثمانية[17][18][19][20]
كانت طبقة العبيد تُشكل جزءًا مهمًا لا غنى عنه في المجتمع العثماني، وكانت هذه الطبقة تتألف من الصبية والبنات الأوروبيين الذين يخطفهم القراصنة أو يتم سبيهم خلال المعارك والحروب، ومن الأفارقة الذين كان يخطفهم تجّار الرقيق من قراهم جنوب الصحراء الكبرى. ألغى السلطان محمود الثاني تجارة الرقيق الأبيض في أوائل القرن التاسع عشر، فتحرر جميع العبيد من يونانيين وجورجيين وأرمن وشركس، وأصبحوا مواطنين عثمانيين يتمتعون بسائر الحقوق التي يتمتع بها الأحرار. إلا أن تجارة الرقيق الأسود استمرت قائمة حتى أواخر عهد الدولة العثمانية، كذلك يفيد بعض المؤرخين أن تجارة الآمات استمرت قائمة حتى سنة 1908م. كان حريم السلطان يتألف بمعظمه من الآمات، وقد تزوّج بعض السلاطين بأَمَة أو أكثر مما ملكوا، مثل السلطان سليمان القانوني، الذي عشق أمته الأوكرانية المدعوة «روكسلانا» عشقًا شديدًا وتزوج بها، فولدت له السلطان سليم الثاني. وقد حقق بعض العبيد العثمانيين شهرة كبيرة ووصلوا إلى مراكز مهمة، ومنهم علي بك الكبير يوناني الأصل، الذي كان والي مصر، ثم تمرّد على الدولة العثمانية وسمى نفسه سلطان مصر وخاقان البحرين (الأحمر والمتوسط)، وأحمد باشا الجزار بشناقي الأصل، الذي أصبح والي عكا واستطاع صد هجوم نابليون بونابرت على المدينة[بحاجة لمصدر].

أخذت الدولة العثمانية بنظام الخصاء في قصور السلاطين، على الرغم من أن الشريعة الإسلامية تحرّم مبدأ الخصاء، وكان أخذ الدولة بهذا النظام غير الشرعي من الحالات النادرة التي خرجت فيها على الشريعة الإسلامية. بينما يقول مؤرخون آخرون: إن العثمانيين كانوا يشترون العبيد الخصيان من خارج حدود الدولة حيث تكون عملية الاخصاء قد أجريت للعبد في صغره ليتم بيعه في سوق النخاسة إلى الملوك والأمراء حيث كان إخصاء العبيد وبيعهم للخدمة في قصور ملوك الدول المختلفة تجارة رائجة في العصور القديمة والوسطى وشطر من العصور الحديثة قبل منع الرق دوليًا. كانت هناك طائفتان من الخصيان: الخصيان السود وهم المخصيون خصاءً كاملاً، والخصيان البيض وهم المخصيون خصاءً جزئيًا، وكان يُطلق على رئيسهم «قبو آغاسي»، في حين كان يُطلق على رئيس الخصيان السود، الذي هو في الوقت نفسه الرئيس الأعلى في القصور السلطانية، «قيزلر آغاسي»، أي «آغا البنات» و«آغا دار السعادة»، ووضعت الدولة أنظمة خاصة تُطبق على خدمتهم في القصور السلطانية. وقام تنافس شديد بين هذين النوعين كان مرده رغبة كل فريق الاستئثار بالنفوذ الأعلى في دوائر القصور السلطانية وفي شؤون الدولة، وقد ارتفع مقام رئيس الخصيان السود نتيجة اتصاله المباشر بالسلطان ووصل إلى المركز الثالث من حيث الأهمية بعد الصدر الأعظم وشيخ الإسلام، وأضحى الوزراء يتملقونه والمستوزرون يتقربون منه. يتحدر اليوم جميع الأتراك من أصل أفريقي من هؤلاء الأشخاص الذين عملوا كرؤساء للخصيان في قصر السلطان[بحاجة لمصدر]. 

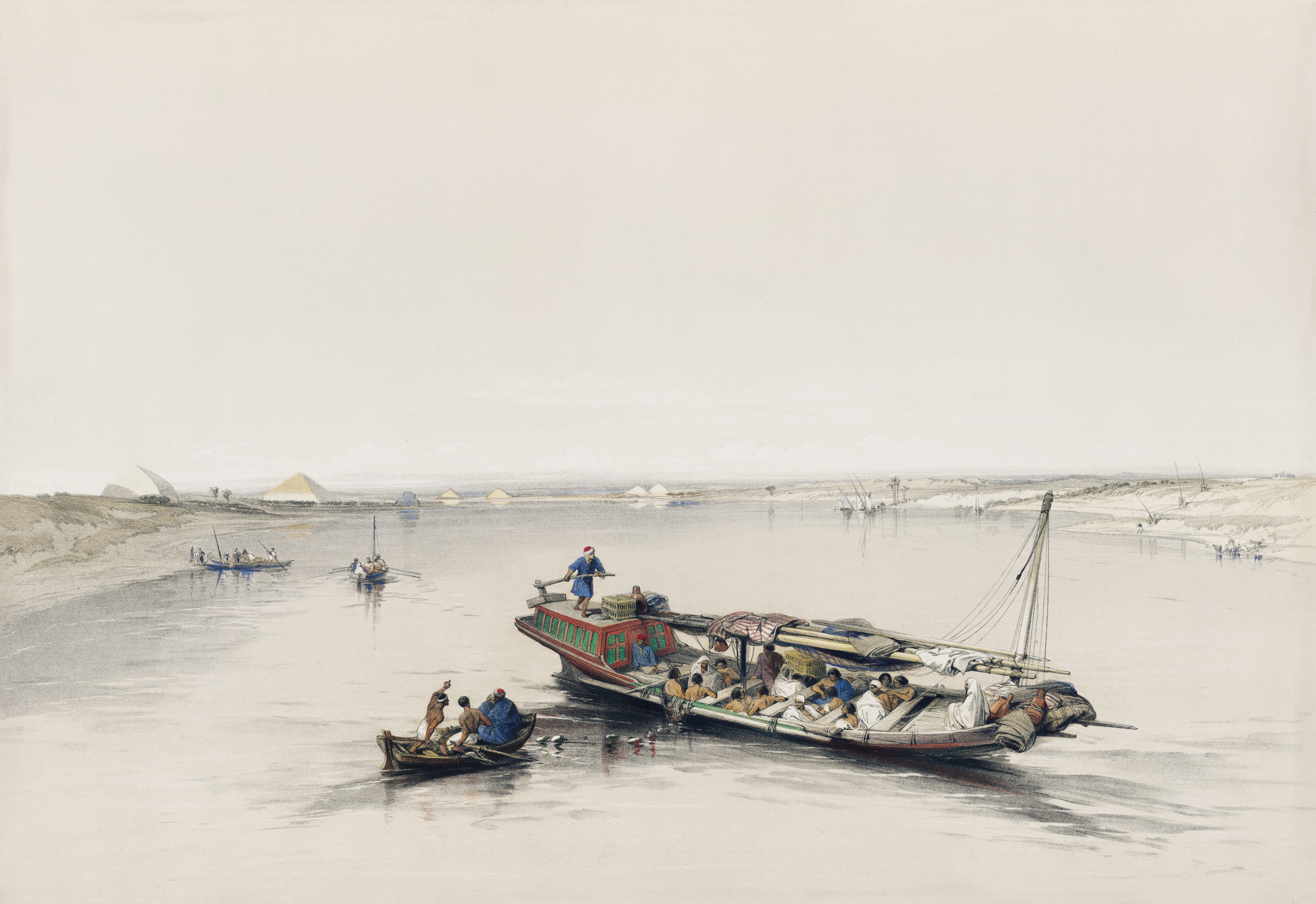
قارب عبيد في نهر النيل - مصر في القرن التاسع عشر الميلاي

### العبودية في الإمبراطورية العثمانية

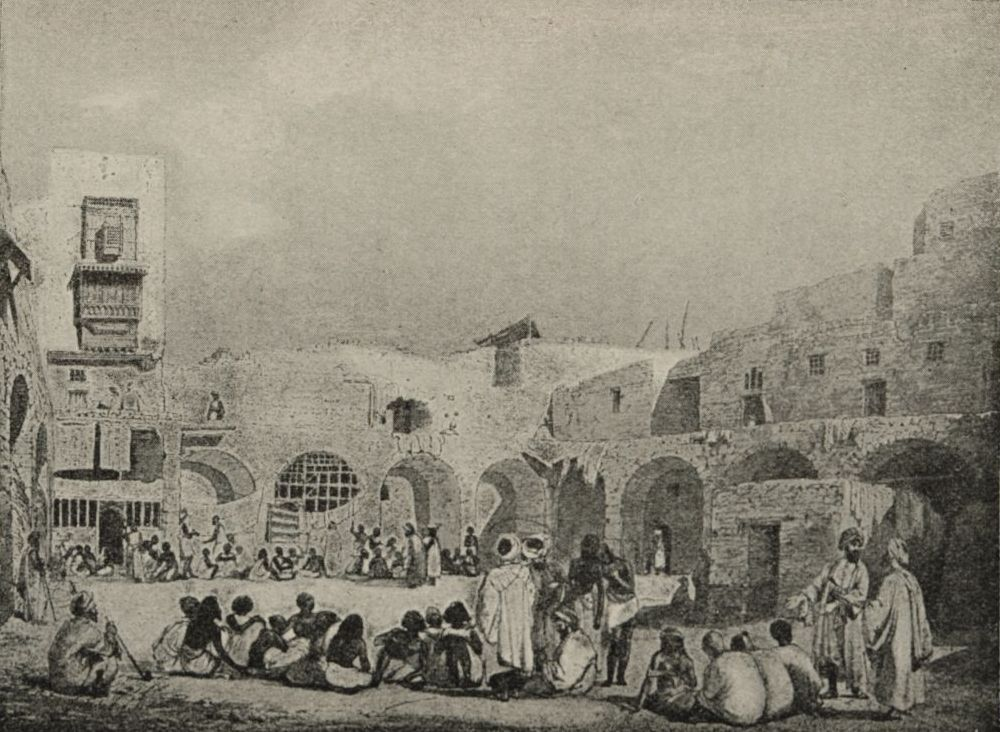
سوق الرقيق في القاهرة 1830.

## العبودية في الأديان

### العبودية في اليهودية
تختلف وجهات النظر اليهودية حول العبودية من الناحية الدينية والتاريخية. تحتوي النصوص الدينية القديمة والقرطوسية على العديد من القوانين حول ملكية العبيد والتعامل معهم. والنصوص التي تحتوي على مثل هذه اللوائح تشمل التناخ، والتلمود، والمشناه ومشناه توراة للحاخام موسى بن ميمون، وشولحان عاروخ من قبل الحاخام يوسف كارو. تشبه قوانين العبودية الإسرائيلية الأصلية الموجودة في التوراة بعضًا من قوانين العبودية في القرن الثامن عشر قبل الميلاد في شريعة حمورابي. وتغيرت اللوائح بمرور الوقت. احتوت التوراة على مجموعتين من القوانين، واحدة للعبيد الكنعانيين، ومجموعة قوانين أكثر تساهلاً للعبيد العبرانيين. من وقت أسفار موسى الخمسة، تم تطبيق القوانين المخصصة للكنعانيين على جميع العبيد من غير العبرانيين. وتحتوي قوانين العبودية في التلمود، والتي تعود من القرن الثاني حتى القرن الخامس الميلادي، على مجموعة واحدة من القواعد للتعامل مع جميع العبيد، على الرغم من وجود بعض الاستثناءات القليلة حيث يعامل العبيد من العبرانيين بشكل مختلف عن العبيد غير العبرانيين. وتشمل القوانين عقوبة لأصحاب العبيد الذين يسيئون معاملة عبيدهم. في العصر الحديث، عندما سعت حركة إلغاء العبودية إلى حظر العبودية، استخدم أنصار العبودية القوانين لتوفير التبرير الديني لممارسة العبودية
تاريخياً، كان اليهود يمتلكون العبيد ويتاجرون بهم. وكانوا لاعبين مهمين في تجارة الرقيق في العصور الوسطى في أوروبا حتى حوالي القرن الثاني عشر. لكن، تم نشر العديد من الأعمال العلمية لدحض الإشاعات المعادية للسامية حول السيطرة اليهودية على تجارة الرقيق في أفريقيا والأمريكتين في القرون اللاحقة، وإظهار أن اليهود ليس لديهم تأثير كبير أو مستمر على تاريخ العبودية في العالم الجديد. حيث كان لديهم عبيد أقل بكثير بالمقارنة مع غير اليهود في كل الأراضي الإسبانية في أمريكا الشمالية ومنطقة البحر الكاريبي، ولم يلعبوا في أي وقت دورًا رائدًا كممولين أو مالكي سفن أو من عوامل في تجارة الرقيق عبر المحيط الأطلسي أو الكاريبي.

### العبودية في المسيحية
تتنوع وجهات النظر المسيحية في العبودية على المستويين الإقليمي وتاريخيا. تم فرض العبودية في أشكال مختلفة من قبل المسيحيين لأكثر من 18 قرنا. في السنوات الأولى للمسيحية، كان الرق سمة طبيعية للاقتصاد والمجتمع في الإمبراطورية الرومانية، واستمر في العصور الوسطى وما بعدها. أيدت أكثر الشخصيات المسيحية في تلك الفترة المبكرة، مثل القديس أوغسطين، استمرار العبودية في حين عارضته عدة شخصيات مثل القديس باتريك. وبعد عدة قرون، وحينما تشكلت حركة إلغاء في جميع أنحاء العالم، عملت الجماعات التي تنادي بإلغاء العبودية لتسخير التعاليم المسيحية لدعم مواقفهم، وذلك باستخدام كل من «روح المسيحية»، الحجج النصية، وآيات الكتاب المقدس ضد العبودية.
بحلول نهاية القرن التاسع عشر كانت القوى الأوروبية قد تمكنت من السيطرة على معظم المناطق الداخلية الأفريقية، وقد لحقهم بعد ذلك المبشرون المسيحيون فقاموا ببناء المدارس والمستشفيات والكنائس والأديرة، وكان للمؤسسات المسيحية دور في تثقيف وتحسين المستوى التعليمي والطبي للأفارقة.
يجادل رودني ستارك العالم في علم اجتماع الدين في كتابه «لمجد الله»، أن المسيحية عمومًا والبروتستانتية خصوصًا، ساعدت على إنهاء الرق في جميع أنحاء العالم، ويشاركه في ذلك أيضاً لامين سانه المؤرخ في جامعة ييل، إذ يشير هؤلاء الكتّاب إلى أن المسيحيين كانوا ينظرون إلى الرق بأنه خطيئة ضد الإنسانية وفق معتقداتهم الدينية.

### العبودية في الإسلام
كانت العبودية موجودة في شبه الجزيرة العربية قبل ظهور النبي محمد بن عبد الله في القرن السابع، حيث انخرطت القبائل المختلفة في المنطقة في حروب متكررة صغيرة وكان من الشائع أخذ الأسرى كغنائم – أو سبايا، ثم قام الإسلام بتنظيم هذه الممارسة وتوسيعها إلى حد كبير، وكان السبب الأكبر في ذلك حقيقة أن دولة إسلامية موحدة القبائل كانت قادرة على شن حروب على نطاق أوسع بكثير من أي وقت مضى وغزو مناطق جديدة وأكبر مساحة.
ورد في القراَن أن بني إسرائيل وهو يعقوب بن إسحاق بن إبراهيم (اليهود) كانوا عبيداً في مصر إذ جاء في مواضع عدة في القرآن ((وَإِذْ نَجَّيْنَاكُمْ مِنْ آلِ فِرْعَوْنَ يَسُومُونَكُمْ سُوءَ الْعَذَابِ يُذَبِّحُونَ أَبْنَاءَكُمْ وَيَسْتَحْيُونَ نِسَاءَكُمْ وَفِي ذَلِكُمْ بَلَاءٌ مِنْ رَبِّكُمْ عَظِيمٌ)).
في القرن السابع حلل الإسلام الرق مع ضوابط إسلامية وجعل تحرير العبيد من العبودية من القربات إلى الله. ودعا رسول الإسلام محمد بن عبد الله إلى حسن معاملة الأسرى والعبيد والرفق بهم حتى أنه نهى عن تسميتهم بلفظ «العبيد» كما قال: «لا يقل أحدكم عبدي؛ أمتي، كلكم عبيد الله، وكل نسائكم إماء الله، وليقل: غلامي، جاريتي، وفتاي، وفتاتي»
ولأن الرق مسألة تدخل في باب التشريع في الإسلام، فإن كان الإسلام لم يرفض الرق في زمن من الأزمان، فإن هذا ليس إقراراً بمشروعيته المطلقة، بل مرعاةً «لما شب عليه الصغار وشاب عليه الكبار» كما يقول الخليفة عمر بن عبد العزيز.
.

### العبودية في الهندوسية
لم تكن الحضارات الهندية ولا الصينية معروفة جيدًا بممارسة العبودية. خلال الفترات القديمة والكلاسيكية، لم تمارس الهند ولا الصين عبودية المتاع، حيث كان يتم تداول العبيد مثل السلع في السوق. كانت عبودية شائعة في العديد من المجتمعات المعاصرة الأخرى. يمكن أن يكون أحد الأسباب المحتملة هو أن الأعداد الكبيرة نسبيًا من السكان في الهند والصين قدمت عمالة بشرية غير مستعبدة. وبالتالي، ربما لم يكن هناك دافع لاستعباد الناس على نطاق واسع. في المقابل، اعتمدت اقتصادات العديد من المجتمعات الأخرى في أوروبا وأفريقيا والأمريكتين وغرب آسيا، حتى العصر الحديث، اعتمادًا بارزًا على العبودية. خلال الحكم الإسلامي في الهند، ترسخت العبودية الحقيقية بطريقة مختلفة حيث بدأ الحكام الإسلاميون في استعباد السكان الهنود لبيعهم في الخارج من أجل الربح أو لاستخدام عملهم بالسخرة داخل البلاد.
يأتي غالبية الهندوس من الهند، ولطالما ارتبطت فكرة العبودية هناك بالنظام الطبقي الذي يقسّم المجتمع الهندوسي. وبحسب هذا النظام، يعتبر الأشخاص العاملين في المهن «الأدنى والأكثر قذارة» من الطبقة المنبوذة، ما يجعل المجتمع الهندي أكثر عُرضة لتقبل فكرة العبودية.
لكن، أعاد بعض الإصلاحيين الهندوس النظر في هذا المفهوم، مؤكدين أن الأمر بمثابة وسيلة وظفها الأغنياء والنخبة للسيطرة على الطبقات الأخرى في المجتمع، وهي ليست من العقيدة الهندوسية. ويجرّم الدستور الهندي حالياً التمييز استناداً إلى النظام الطبقي.

### العبودية في البوذية
استخدمت معتقدات بوذية، مثل الـ «كارما» وإعادة التقمّص، لتبرير العبودية، فاعتقد كثيرون أن أسر شخص كعبد هو عقوبة لإساءة قد ارتكبها في حياته السابقة. غير أن تعاليم البوذية تحرّم المتاجرة بالبشر، بل إن الإمبراطور الصيني وانغ مانغ، والذي كان يعتنق البوذية، كان أقدم حاكم يحرم الاتجار بالعبيد في قرار أصدره بالقرن التاسع، ولطالما اتّخذت المعابد البوذية ملاذات آمنة «للعبيد» الفارين.
ومع القفزات العلمية والتطورات الحضارية ومفاهيم الحرية ومباديء حقوق الإنسان ومؤسسات حقوق الإنسان ومحاربة العبودية، ولكن العالم يسير بخطى حثيثة ظاهرة وخفية باستمرار تفاقم ظاهرة العبودية بكل اشكالها في العالم الحديث وبعدما بلغ عدد ضحاياها عشرات الملايين، بين عبودية جنسية، وعمالة قسريّة في المناجم، والحقول، والسفن، ومواقع البناء، تبقى الشريحة الأكثر استهدافاً لهذا النوع من التجارة النساء والفتيات، ويشكّل الأطفال ربع الضحايا. وغالباً ما يأتي ضحايا العبودية من الطبقات الأكثر فقراً وتهميشاً في المجتمع.

## روابط خارجية متعلقة
- تدوينة أنارشية نقدية ساخرة تحت عنوان: الديكتاتورية ومؤخرة الإمبراطور